# Олександр Жиро

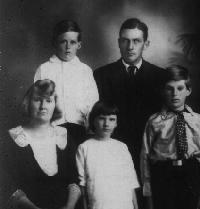
Олександр Жиро та його сім'я (зліва направо: Елізабет, Лоуренс, Хелен, Олександр та Ернест). Stanthorpe, Queensland, 25 квітня 1924 року.

Олександр Жиро (англ. Alexandre Arsène Girault ; 9 січня 1884, Аннаполіс — 2 травня 1941, Брисбен) — американський ентомолог.Фахівець з паразитичних наїзників надродини Chalcidoidea, один з найбільших таксономістів у світі, що описав понад 3000 нових для науки видів.

## Біографія
Народився 9 січня 1884 року в місті Аннаполіс, штат Меріленд, США. Його батьками були Жозеф Бонапарт Жиро та Елізабет Френсіс Жиро (née Goodwin), а своє ім'я він отримав від діда (Арсен Наполеон Олександр Жиро де Сен-Фаржо, 1801—1884), одного із засновників факультету Військово-морської академії США.
Навчався у Політехнічному університеті Вірджинії, отримав там у 1903 році ступінь бакалавра. У 1904—1907 роках працював у Bureau of Entomology Міністерства сільського господарства США, вивчав у тому числі і колорадського жука (Leptinotarsa decemlineata). У 1907—1911 році працював в Іллінойському університеті і на посаді ентомолога штату Іллінойс (Illinois State Entomologist) у м. Ербана.
У 1911 році на прохання Уряду штату Квінсленд переїхав до Австралії, де працював у Bureau of Sugar Experiment Stations (BSES) у м. Nelson (нині Gordonvale, Queensland), досліджував комах-шкідників та їх паразитоїдів. Тут в Австралії він зустрів свою майбутню дружину, Елізабет Джанетт Пілчер. Після весілля в 1911 році народилася їхня перша дитина (Ернест Олександр Жиро) народилася 3 листопада 1913 року.
У 1914 році О.Жиро повернувся до США, де продовжив свою ентомологічну роботу на USDA у Вашингтоні, в основному по систематиці наїзників Chalcidoidea. У цей час його дружина народила другого сина (Лоуренс Джозеф Жиро, 27 серпня 1915), а третьою дитиною стала їх перша дочка (Хелен Джоан Жиро, 10 серпня 1917) . В цей час О.Жиро сильно не злюбив велике галасливе місто, описуючи його як «бедлам» і місце неможливе для науки. Він завершив свою головну працю, 900-сторінкову монографію з хальцидоїдних наїзників .
У 1917 році Олександр Жиро знову переїхав до Австралії і працював асистентом ентомолога при міністерстві Queensland Department of Agriculture and Stock. Разом із сім'єю вони жили в Indooroopilly (Брисбен), де народилися ще двоє його дітей: 2-а дочка (Дейзі Лідія Жиро, 19 липня 1925) і 3-й син (Френк Стівен Жиро, 23 травня 1928). Залишаючись американським громадянином, О. Жиро, проте, більше у США ніколи не повертався.
Час життя в Австралії супроводжувався для Олександра Жиро періодами безробіття через поганий стан економіки країни в результаті Першої світової війни . Його робота в Департаменті сільського господарства та запасів припинилася в 1919 році, але потім знову відновилася з 1923 до 1930 р. . Іноді він був змушений за необхідності підробляти в місцях, не пов'язаних з його областю знань (включаючи роботу продавцем і муляром у кар'єрі) . Тим не менш, він продовжував писати численні невеликі статті з таксономії комах, а також критику, есе та вірші . Захворівши на туберкульоз, дружина О.Жиро виявилася на роки прив'язаною до ліжка і померла 9 вересня 1931 року, залишивши чоловіка з 5 дітьми (18, 16, 14, 6 і 3 років від народження). Похитнувся і стан здоров'я самого Олександра, його поведінка стала дивною та параноїдною. Кілька разів сини поміщали свого батька в психіатричну клініку Dunwich Benevolent Asylum на острові Stradbroke Island у Гуудна (маленьке містечко за 20 км від Брисбена, Квінсленд).
Помер 2 травня 1941 року в лікарні недалеко від м. Брисбен (Австралія) від важкої форми маячного синдрому парафренії та виснаження.

### родина
Джерело .
- Батько — Жозеф Бонапарт Жиро (1838—1914)
- Мати — Елізабет Френсіс Гудвін (1849—1910)
- Дружина — Елізабет Джанетт Пілчер (1892—1931)
- Діти: Ернест Олександр Жиро (1913-?), Лоуренс Джозеф Жиро (1915—1991), Хелен Джоан Жиро (1917—1993), Дейзі Лідія Жиро (1925—1971), Френк Стівен Жиро (нар. 1928)

## Епонімія
На честь Олександра Жиро було названо нові для науки види:
- Anteon giraulti Dodd, 1914
- Centrodora giraulti Hayat, 1987 für Centrodora australiensis (Girault, 1913)[12]
- Ceratobaeus giraulti Dodd, 1914
- Cheiloneurus giraulti Trjapitzin, 2002 für Cheiloneurus pulcher (Girault, 1911)[13]
- Cirrospilus giraulti Peck, 1951 für Pseudiglyphomyia pulchra (Girault, 1916)
- Elasmus giraulti Jefremowa & Strachowa, 2009[14]
- Giraultoma Bouček, 1988[15]
- Metaphycus giraulti Noyes & Woolley, 1994[16]
- Nasonia giraulti Darling, 1990
- Opistacantha giraulti Dodd, 1914
- Plutarchia giraulti Subba Rao, 1974[17]
- Selitrichodes giraulti Kim & La Salle, 2008 für Selitrichodes flavus (Girault, 1913)
- Stephanodes giraulti (Perkins, 1912)
- Theridion giraulti Rainbow, 1916[18]
- Thoreauana giraulti Paretas-Martínez & Pujade-Villar, 2006[18]

## Відкриті таксони
- Epteromphaloides lenini Girault, 1924
- Aphytis ulianovi Girault, 1932
- Epimetagea ulyanovi Girault, 1940
- Eupelmus motschulskini Girault, 1915
- Eupelmus caesar Girault, 1929
- Eupelmus homeri Girault, 1922
- Eupelmus marxi Girault, 1932
- Eupelmus lutheri Girault, 1922
- Eupelmus shakespearei Girault, 1922
- Goetheana shakespearei Girault, 1920
- Gonatocerus haeckeli Girault, 1915
- Gonatocerus tolstoii Girault, 1913
- Gonatocerus metchnikoffi Girault, 1912
- Gonatocerus lomonosoffi Girault, 1913
- Gonatocerus lamarcki Girault, 1912
- Gonatocerus huxleyi Girault, 1912
- Gonatocerus helmholtzii Giraut, 1912
- Polynema mendeleeffi Girault, 1913
- Casca machiaveli Girault, 1922
- Coccophagus shakespearella Girault, 1929
- Coccophagus horatii Girault, 1939
- Coccophagus swifti Girault, 1915
- Stethynium heracliti Girault, 1938
- Casca heracliti Girault, 1936
- Aphelinus heackeli Girault, 1913
- Eustochomorpha haeckeli Girault, 1915
- Anaphes wallacei Girault, 1912
- Polynema wallacei Girault, 1915
- Eurytoma lincolni Girault, 1913
- Polynemoidea lincolni Girault, 1913
- Eurytoma leewenhoecki Girault, 1929
- Achysocharis leibnitzi Girault, 1913
- Rhicnopeltella listzi Girault, 1915
- Pleistodontes listzi Girault, 1932
- Calosota herodoti Grault, 1932
- Calosota plutarchi Girault, 1932
- Polynema schumanni Girault, 1932
- Polynema mendeli Girault, 1913
- Eurytoma maeterlincki Girault, 1915
- Stomatoceras maeterlincki Girault, 1915
- Coccidoxenus magellani Girault, 1939
- Ophelosia horatii Girault, 1937
- Litus scheideni Girault, 1912
- Lincolnanna malpighii Girault, 1939
- Anaphes spinozai Girault, 1913
- Encyrtus spinozai Girault, 1915
- Gonatocerus spinozai Girault, 1912
- Mozarthella beethoveni Girault, 1926
- Prospaltella beethoveni Girault, 1931
- Polynema schumanni Girault, 1932

## Основні праці
Опублікував понад 300 друкованих праць.
- Alexandre Arsène Girault. (1913). На systematic monograph of chalcidoid Hymenoptera of the subfamily Signiphorinæ. Washington, 1913. pp. 189—233.
- Alexandre Arsène Girault. (1920). New serphidoid, cynipoid, і chalcidoid Hymenoptera. Proceedings of the United States National Museum. 24 cm. v. 58, p. 177—216.
- Alexandre Arsène Girault. (1912—1916). Australian Hymenoptera Chalcidoidea. Brisbane: Queensland Museum, 1912—1916.
  - vol. 1 (issued 27 Nov. 1912). Pts. 1-3.
  - vol. 2 (issued 10 Dec. 1913) Pts. 1-3, supplement. Pts. 4-6.
  - vol. 3 (issued 28 Jan. 1915). Pts. 1-3, 2nd supplement. Pts. 5-6, supplement.
  - vol. 4 (issued 4 June 1915). Pts. 7-14.
  - vol. 5 (issued 10 July 1916). General supplement.
- Girault, AA 1911. New chalcidoid genera and species від Paraguay. Zoologische Jahrbücher 31: 377—406.
- Girault, AA 1913. New genera and species of chalcidoid Hymenoptera from the South Australian Museum, Adelaide. Transactions of Royal Society of South Australia 37: 67-115.
- Girault, AA 1929. Notes on and descriptions of chalcid wasps in the South Australian Museum. Transactions of the Royal Society of South Australia 53: 309—346.
- Girault, AA 1940. New genera and species of Australian Elasmidae and Eucharitidae. Rev. Soc. ent. Argentina 10: 321—326.